# Dirk Hillbrecht
Dirk Hillbrecht (Hannover, 10 giugno 1972) è un politico tedesco.
Hillbrecht fu il presidente del partito PIRATEN (maggio 2007-maggio 2008).